# Anna Mae Aquash
Anna Mae Aquash (Shubenacadie, Nova Escòcia, 1945 - Pine Ridge, Dakota del Sud 1976) fou una activista micmac. Nascuda Anna-Mae Pictou, el 1962 es traslladà a Boston i es casà amb el anishinaabemowin Nogeeshik Aquash. Militant de l'AIM des de primer moment, va participar en la Marxa dels Tractats Violats del 1972 i en els fets de Wounded Knee del 1973. Fou trobada morta d'un tret al cap a Pine Ridge. En foren acusats dos militants de l'AIM, Arlo Looking Cloud, jutjat per la seva mort el 2004, i John Boy Graham, que creien que era un informant del FBI. No s'ha determinat prou les implicacions en el crim de Dennis Banks (durant un temps amant d'Anna Mae), els germans Clyde Bellecourt i Vernon Bellecourt i Russell Means, i també hi ha punts molt foscos en l'actuació del FBI durant tot el procés i en les circumstàncies de la trobada del seu cos.